# Dendrotrophe frutescens
Dendrotrophe frutescens là một loài thực vật có hoa trong họ Santalaceae. Loài này được (Champ. ex Benth.) Y.T. Chang mô tả khoa học đầu tiên năm 1982.